# Zwack

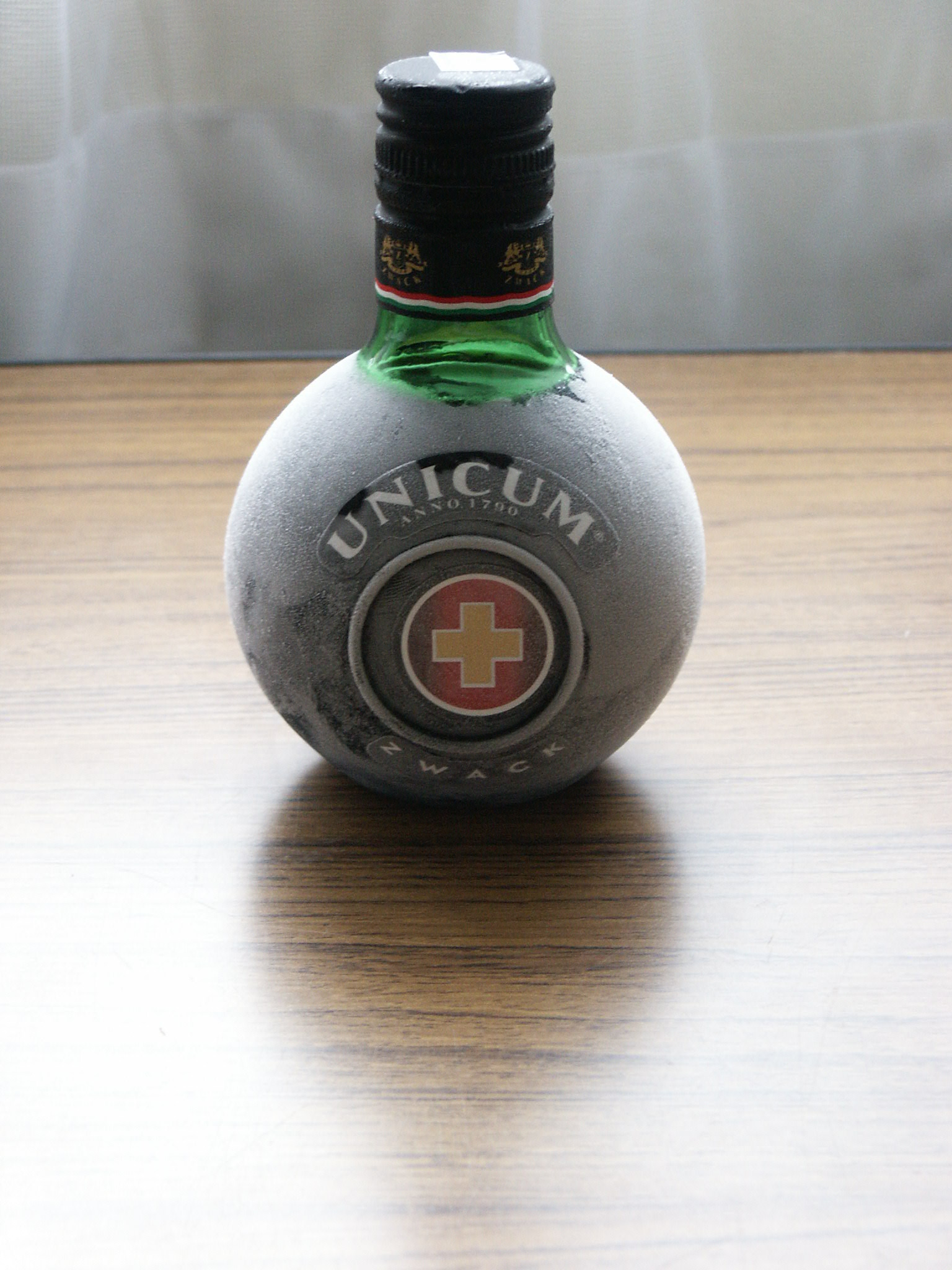
Garrafa de Unicum, produto principal da empresa Zwack.

Zwack é uma empresa húngara que produz uma série de licores típicos das diferentes regiões da Hungria. A empresa foi fundada em 1840 por József Zwack. O seu produto mais conhecido é o licor denominado Unicum, um licor de ervas elaborado com uma receita secreta de 40 ervas, de peculiar sabor. A empresa produz também alguns brandies, bem como um vinho húngaro que classificado entre os vintages de Tokaji.